# Mario Sammarco
Giuseppe Mario Sammarco (ur. 13 grudnia 1868 w Palermo, zm. 24 stycznia 1930 w Mediolanie) – włoski śpiewak operowy, baryton.

## Życiorys
Studiował w Mediolanie u Antonia Cantellego i Franza Emmericha, na scenie zadebiutował w 1888 roku w Palermo rolą Walentego w Fauście Charles’a Gounoda. Od 1895 roku występował w mediolańskiej La Scali, w latach 1904–1914 występował na deskach Covent Garden Theatre w Londynie. Odbył liczne podróże koncertowe, gościł m.in. w Brescii, Lizbonie, Madrycie, Brukseli, Moskwie, Warszawie, Berlinie i Wiedniu. W 1908 roku jako Tonio w Pajacach Ruggera Leoncavalla w nowojorskiej Manhattan Opera debiutował w Stanach Zjednoczonych. Od 1910 do 1913 roku występował w operze w Chicago. W 1919 roku wycofał się ze sceny i poświęcił się pracy pedagogicznej.
Uważany za jednego z czołowych śpiewaków okresu weryzmu w operze, dysponował głosem o rozległej skali. Był pierwszym wykonawcą partii Gérarda w Andrea Chénier Umberta Giordana (1896), Caserty w Zazà Ruggera Leoncavalla (1900) i Wormsa w Germanii Alberta Franchettiego (1902). Zachowały się nagrania płytowe jego głosu z lat 1902–1915.